# ゲールタハト

アイルランドのゲールタハトの分布

ゲールタハト（アイルランド語: an Ghaeltacht [ˈɡeːɫ̪t̪ˠəxt̪ˠ]、複数形 na Gaeltachtaí）は、アイルランドにおいて主にアイルランド語（ゲール語）が話される地域を指すアイルランド語の単語である。広義にはスコットランド・ゲール語の使用地域（ケーアルタハク） を含む。日本語ではアイルランド語地域とも呼ばれる。
これらの領域は、ゲール語復興運動の後、最初にアイルランドの言語を回復するため、アイルランド自由国の政策の一部として公認された。この境界は1950年代に設定されてから変更されていないが、アイルランド語話者の人口は深刻な減少を見せ、現在は少数の話者しか残っていない。
ゲールタハトの人口は約85,000で、アイルランド語話者は主にドニゴール県の西部、メイヨー県、ゴールウェイ県、ケリー県、コーク県に集中している。ウォーターフォード県南部とミース県東部にも話者が分布している。

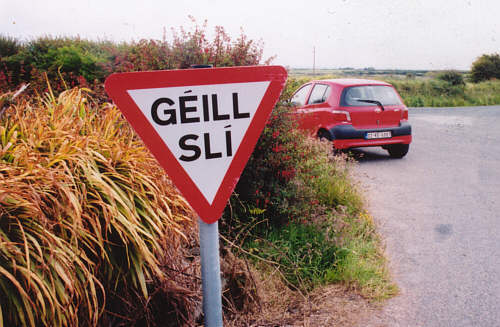
アイルランド語のみでかかれた道路標識。「道を譲れ」という意味。ウォーターフォード県にて

自治体・農村・ゲールタハト大臣の統率下にある自治体・農村・ゲールタハト事務省はゲールタハトに関する総合的なアイルランド政府の方針を担い他の組織も運営する。ラジオー・ナ・ゲールタハタは各ゲールタハトとアイルランド語を広く対象としたRTÉラジオ局である。TG4はゴールウェイ県のゲールタハトに拠点を置く、アイルランド語の促進に焦点を置いたテレビ局である。
2005年3月、アイルランドのゲールタハト事務大臣、エモン・オー・クイーヴは、アイルランド政府が正式名称としてゲールタハトで英語の道路標識を取り除き、アイルランド語地名だけを記載し始めると発表した。
アイルランドはEUの他の国と交渉してアイルランド語を公式言語とした。これは一部の例外を除き2007年1月1日に実施される。

## スコットランド・ゲール語の使用地域
かつてゲールタハトは、ゲール語に由来する地名や当時の記録で見られるようにスコットランドの南東端を越えた地域や北の島々の多くを含んでいた。それらはダンディー (Dùn Deagh)、インヴァネス (Inbhir Nis)、スターリング (Sruighlea)、アーガイル (Earra-Ghàidheal)、ガロウェイ (Gall-Ghaidhealaibh) を含む。対照的にグラスゴーはブルトン語のglas cu（ゲール語のGlaschu）に由来する。アバディーンもまたブルトン語に由来する。エディンバラの法廷でスコットランド英語が用いられたことなどの歴史的な理由で、ゲールタハトは大幅に縮小し、現在の西部の島々と北東ハイランドのスカイ島、ロハルシュ、アーガイル、ビュートだけの領域となり、グラスゴーとエディンバラにわずかにゲール語話者が残る。
また、ゲール語はカナダ東部のノヴァスコシア、プリンスエドワード島、ニューファンドランド島で移民の血を引く共同体の中でも残っている。これらの地域はGaidhealtachdanと呼ばれる。